# Achmed Gapurowitsch Sawgajew
Achmed Gapurowitsch Sawgajew (russisch Ахмед Гапурович Завгаев; * 10. Januar 1946 in Tokarewka, heute Ghabiden Mustafin, Gebiet Qaraghandy, Kasachische SSR, UdSSR; † 9. September 2002 im Dorf Beno-Jurt, Rayon Nadteretschni, Tschetschenien, Russland) war ein tscheteschenisch-russischer Politiker und Staatsmann.

## Leben
Nachdem Sawgajew seine Jugendjahre in Kasachstan verbracht hatte, zog er Ende der 1950er Jahre nach Tschetschenien. Dort war er in der Landwirtschaft tätig und leitete lange Jahre einen Großbetrieb (Sowchos) in der Provinz Nadteretschni.
Nach dem Untergang der Sowjetunion gingen Sawgajew und sein älterer Bruder Doku in die Politik. Mit der Wahl von Dschochar Dudajew zum ersten Präsidenten der Republik Tschetschenien Itschkerien haben die Gebrüder Sawgajew die Fronten gewechselt und gingen in die Opposition.
Im Dezember 1995 wurde Doku Sawgajew zum Präsidenten der vom Kreml unterstützten Republik Tschetschenien gewählt. Er machte seinen jüngeren Bruder Achmed zum Handelsminister. Doch nur ein Jahr später verließ er Tschetschenien aufgrund von Drohungen auf sein Leben und ließ sich in Moskau nieder, wo er sich geschäftlich betätigte. Ende 1999 kehrte er wieder zurück. Er bezeichnete die tschetschenischen Kämpfer, die einen bewaffneten Kampf gegen den Kreml führten, als „Terroristen“ und rief die örtliche Bevölkerung immer wieder dazu auf, dagegen Widerstand zu leisten.
Seit Anfang 2000 war Sawgajew Verwaltungsleiter der Provinz Nadteretschni. Während seiner Amtszeit entwickelte sich die Region zum größten Produzenten landwirtschaftlicher Erzeugnisse in Tschetschenien. In dieser Zeit überlebte er mehrere Attentatsversuche.
Am 9. September 2002 wurde Sawgajew in einem Hinterhalt auf einer Landstraße nahe des Dorfes Beno-Jurt erschossen. Per Dekret des russischen Präsidenten vom 11. November 2003 wurde Sawgajew posthum mit dem Orden „Held der Russischen Föderation“ ausgezeichnet.